# Heigi
Koordinaten: 58° 58′ N, 22° 33′ O
Heigi ist ein Dorf (estnisch küla) in der Landgemeinde Hiiumaa (2013 bis 2017: Landgemeinde Hiiu, davor Landgemeinde Kõrgessaare) auf der zweitgrößten estnischen Insel Hiiumaa (deutsch Dagö).

## Beschreibung
Heigi hat 13 Einwohner (Stand 31. Dezember 2011).
Der Ort liegt 12 Kilometer südwestlich der Inselhauptstadt Kärdla.